# Зонд (інструмент)

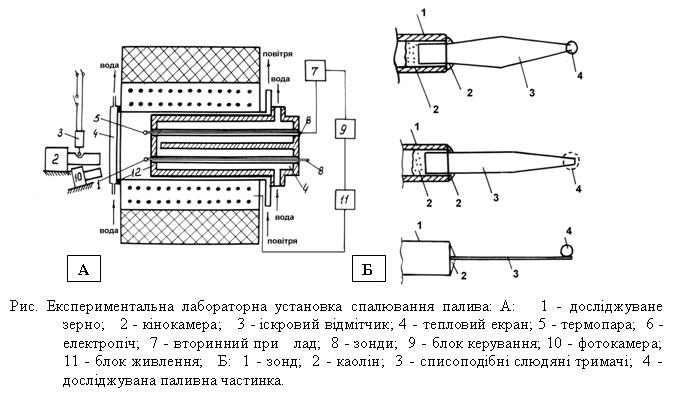

Зонд (рос. зонд, англ. sonde, англ. probe; нім. Sonde f) — інструменти різної форми для вивчення каналів та порожнин, або введення об'єктів у необхідну зону (наприклад, робочу камеру тощо). У гірн. справі широко використовують зонд каротажний.
На рис. показано приклад зонда, який використовується в установці випробовування палива на спалювання.